# Olivier Delevingne
 (février 2024).
Si vous disposez d'ouvrages ou d'articles de référence ou si vous connaissez des sites web de qualité traitant du thème abordé ici, merci de compléter l'article en donnant les références utiles à sa vérifiabilité et en les liant à la section « Notes et références ».
Olivier Delevingne est un compositeur et producteur français né en mai 1969 à Saint-Germain-en-Laye. Il a également présidé l'Union nationale des auteurs et compositeurs. Il est le frère cadet de Philippe Delevingne, artiste, fondateur du groupe Le Procédé Guimard Delaunay et créateur des Guignols de l’info (Les Arènes de l’info) pour Canal+.

## Formation
Olivier Delevingne passe son baccalauréat à Saint Germain-en-Laye, où il découvre sa passion pour le théâtre. Il remporte plusieurs prix d'interprétation de théâtre amateur lors du Concours de théâtre interscolaire créé au théâtre Montansier à Versailles. En parallèle, il se passionne également pour la musique et participe à un groupe de rock.[réf. souhaitée]
Après le bac, il poursuit ses études à l'American School of Modern Music de Paris, mais il les interrompt en 1987 pour répondre à ses premiers engagements professionnels.

## Parcours professionnel

### Auteur-compositeur
Olivier Delevingne devient arrangeur musical et accompagnateur d'artistes variés, comme Didier Gustin, Richard Gotainer ou  Pierre Palmade. En 1992, il rencontre Henri Dès avec qui il entame une collaboration de plusieurs années, couronnées en 2004 par un disque de diamant. Il accompagne également Steve Waring.[réf. souhaitée]
Olivier Delevingne participe à des projets variés mettant en œuvre un accompagnement musical. La société Bayard Presse fait appel à lui pour illustrer les livres disques Mes premiers J'aime Lire. Peugeot-PSA l'intègre dans des projets précurseurs associant musique et design sonore.[réf. souhaitée]
Olivier Delevingne se dirige vers la composition de bandes sons pour le théâtre et le jeune public.
Il compose des musiques pour le cinéma, le documentaire, l’animation et la publicité. Il fait partie des compositeurs phares du label KOSINUS d’Universal Music. Olivier Delevingne s'oriente ensuite vers l'illustration musicale de documentaires ou de téléfilms. Il signe également la musique de films d'animation.
Il est l'auteur de Création musicale et technologies, du chaman au slasheur, préfacé par Jean-Michel Jarre et publié aux Éditions universitaires de Dijon.

### Engagements institutionnels
Olivier Delevingne s'engage dans la représentation des artistes-auteurs et la défense de leurs droits d'auteur en France et en Europe. Il a présidé l'Union nationale des auteurs et compositeurs de 2017 à 2020, et à ce titre, a été auditionné dans le cadre de rapports élaborés sur le statut du des auteurs. Il signe au nom de l'UNAC le Code des usages et bonnes pratiques de l'édition musicale.
Depuis janvier 2024, il préside le régime de retraite RACL ainsi que la Caisse nationale de retraite complémentaire des artistes-auteurs, l' Ircec.
Olivier Delevingne a également été trésorier de la SDRM et membre de la Commission formation professionnelle des sociétaires de la SACEM. La presse professionnelle fait régulièrement appel à son expertise sur l’actualité du droit d’auteur et sur l’économie de la filière musicale.

## Distinctions
Olivier Delevingne est chevalier de l'Ordre des Arts et des Lettres.

## Discographie

### Séries
- Survivre
- Homo Sapiens

### Accompagnements sonores
- Les Belles histoires de Pomme d’Api

### Musiques de films
- 1995 : Créateurs de rêve, (documentaire)
- 1999: J’ai 40 ans, je passe mon bac, (documentaire)
- 2001 : Les Gardiens de la Forêt, Rhinocéros en terre Massai,  (documentaire)
- 2002 : L'Amour interdit
- 2003 : La vie quand même
- 2006 : 3 Mariages ou presque
- 2009 : Pôle Emploi au cœur de la crise, (documentaire)
- 2010 : Le Siffleur
- 2013 : My Sweet Pepper Land
- Trésor enfoui de Saqqara
- Extrême Limite

### Films d'animation
- 2004 : Cheval Soleil
- 2009 : Histoires comme ça
- Yu-Gi-Oh!

### Publicités et films institutionnels
- Findus
- Hollywood chewing gum
- Stanley
- Coraya
- Laura Ashley
- Renault